# 安田善次郎 (2代目)

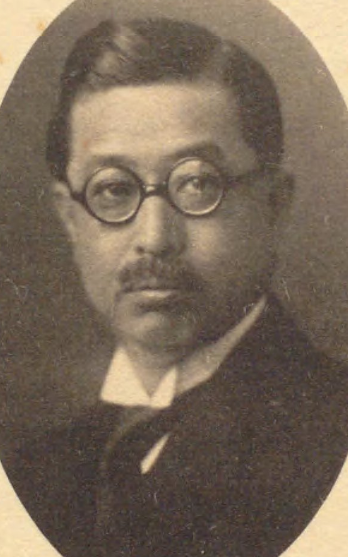
2代目安田善次郎

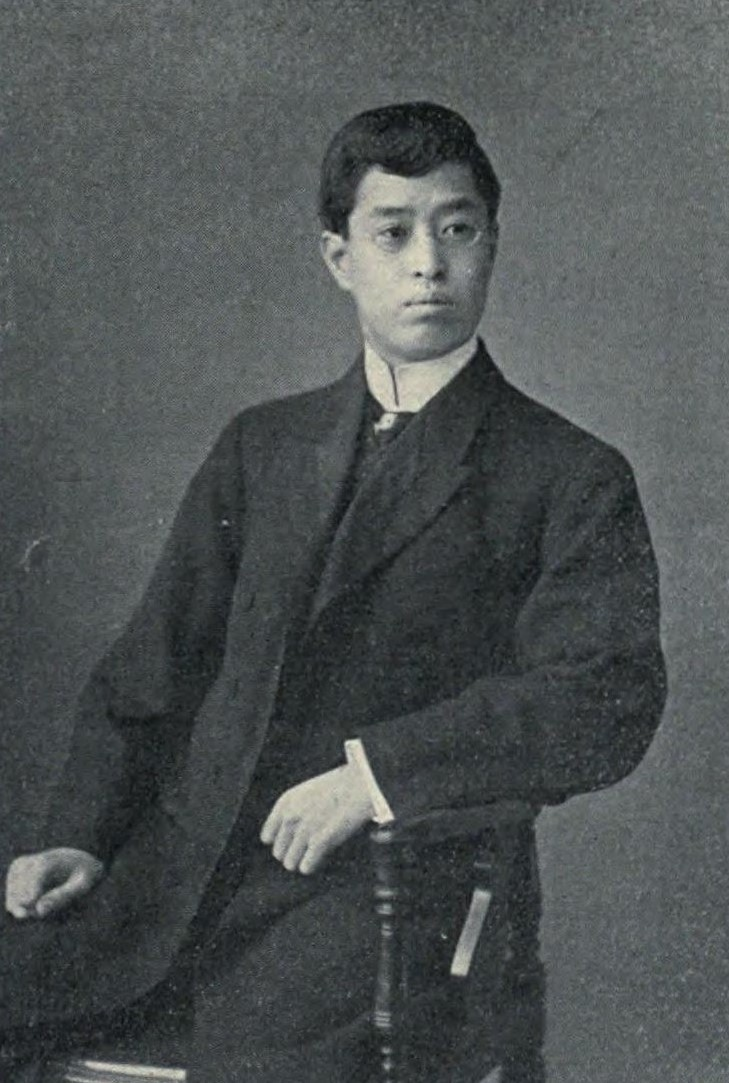
安田善之助

2代 安田 善次郎（やすだ ぜんじろう、1879年（明治12年）3月7日 - 1936年（昭和11年）11月23日）は、日本の実業家。安田保善社総長や、安田銀行頭取、大垣共立銀行頭取、安田生命保険社長等を歴任した。号は松廼舎（まつのや）。初名は善之助。

## 人物・来歴
初代安田善次郎の長男として生まれる。1896年安田銀行頭取、共済生命保険取締役。1920年大垣共立銀行頭取。1921年帝国製麻社長。同年保善社総長に就任するとともに、家督を相続し安田善次郎を襲名した。1923年第三銀行頭取。同年安田銀行頭取。1925年共済信託社長。1936年安田生命保険社長、帝国製麻社長。同年急逝。享年58。

### 松廼舎文庫、安田文庫
実業界に身を置く一方で書誌学にも造詣が深く、善本・稀覯本の蔵書家としても知られたが、収集した松廼舎（まつのや）文庫は関東大震災で、安田文庫は東京大空襲で、それぞれ焼失した。
松廼舎文庫は明治の歌舞伎界にいわゆる団菊左（九代目市川団十郎、五代目尾上菊五郎、初代市川左団次の名前の一字ずつをとっていったもの）の名優が活躍した歌舞伎に安田善次郎が興味を持ち、伊原青々園・三木竹二（森篤次郎）と共に歌舞伎研究の雑誌を出版、歌舞伎研究の資料を極力蒐集した。その蒐集は幼児向けのものから、各種の江戸時代絵入 り通俗読み物、戯作者の旧蔵自筆本、その他広く古版古写 の珍書にも及び、中でも能楽・歌舞伎の方面の特に貴重な資料の数々に富んでいた。代々の団十郎の自筆の日記、初代中村勘三郎以来の重代の伝書、歌舞伎の番付、役者評判記、古浄瑠璃本等々、世阿弥十六部集ほか能謡の伝書、古版謡本、多数の赤本など、江戸文学研究の根本資料と してかけ替えのない内容であった。伊原青々園の歌舞伎・演劇史の関連著作は、これらの資料を基本として研究をまとめたものである。
関東大震災ですべての蔵書が灰燼に帰したためその全貌を知ることはかなわないが、1919年の第14回全国図書館大会開催時に展示された蔵書について作成された展観目録があり、これによって一部をうかがい知ることができる。
安田文庫は関東大震災の火災で松廼舎文庫を失った後、再び古書を蒐集したものである。松廼舎文庫が江戸文学、ことに歌舞伎関係のものが特色であったのに対し、安田文庫は、古写経・古筆をはじめ、古写・古版を主体に、広く江戸時代の名家の自筆本各種、版本の変り本、絵入り通俗読み物類、能謡関係、赤穂義士もの、江戸絵図・江戸暦・書目類・各種一枚刷、古短冊など、広範囲にあらゆる方面の古書の蒐集に意を用いた。
また、蔵書家の旧蔵書をまとめて購入し、小津桂窓の西荘文庫の一半、三村竹清・山中共古・六合新三郎・大槻如電・文彦兄弟の大槻文庫(大半は森立之・約之の蔵書)・林若樹・市島春城・内田魯庵・巌谷小波・久保田米斎のものは、一括全部、あるいは善本のみを買い取った。高木文庫もその最善本の譲渡を受け、古活字版は四百余種に達していた。なお大久保家その他の江戸の通俗絵入り読み物をも一括購入してその方面のものは、草双紙においては松廼舎文庫以上と言ってもよい程になっていた。
後に、演劇関係のものは早稲田大学演劇博物館に寄贈され、残りは平河町邸内の仮書庫に納めてあったが、戦争末期に一部疎開したものが焼け残って市場に出たものがある他、ほとんど全部は1945年3月末の東京大空襲によって焼亡してしまった。

## 親族
初代安田善次郎は父。妻銑子は酒井忠宝の二女。安田一は長男。安田弘は孫。弟に安田善五郎や安田善雄。妹てる（暉子）の孫にオノ・ヨーコがいる。
安田善兵衛や安田善助は従兄。

## 栄典
- 1928年（昭和3年）11月10日 - 勲三等瑞宝章[20]